# 北嶼 (沖北岩主島)

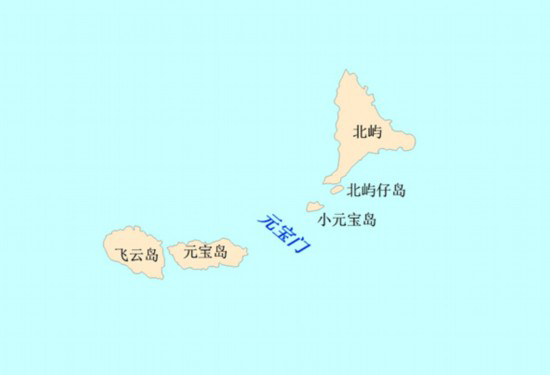
北屿地图。

北屿（Běi Yǔ），原名大北小岛，位于釣魚臺东北约6千米处，是钓鱼岛附属岛屿之一。北屿的坐标是北纬25°46.9′ 东经123°32.6′。北屿周边还有若干小岛礁，如北屿仔岛、小元宝岛、飞云岛、元宝岛等等。北屿附近还有南屿，二岛之间的水道叫做元宝门。北屿的名稱由中國在2012年9月命名。